# 28e division (armée impériale japonaise)
Pour les articles homonymes, voir 28e division.
La 28e division (第28師団, Dai-nijū-hachi shidan) est une unité d'infanterie de l'armée impériale japonaise. Son nom de code est Division Abondance (豊兵団, Toyo-heidan). Elle est créée le 10 juillet 1940 dans la capitale du Mandchoukouo, Shinkyō, au sein de l'armée japonaise du Guandong.

## Histoire
La 28e division est chargée de la défense de la capitale du Mandchoukouo et des alentours d'Harbin et de Qiqihar sous le contrôle direct de l'armée du Guandong.
Au début de la bataille de Saipan le 15 juin 1944, son 36e régiment d'infanterie est envoyé à Saipan mais revient très vite car l'île est perdue avant qu'il n'y arrive. Dans le même temps, la 28e division est réassignée dans la 32e armée en juin 1945 et réassigné dans les îles Ryūkyū, en particulier sur Miyakojima (où est installé son quartier-général) et dans l'archipel d'Ishigaki. Durant la bataille d'Okinawa, les positions de la 28e division ne sont jamais attaquées mais sont sévèrement bombardées. Tous les officiers de haut-rang de la 32e armée sont tués, et Naumi Toshiro, commandant de la 28e division, signe l'acte de reddition de l'armée après la capitulation du Japon. La division est dissoute le 13 décembre 1945.